# Her, the City, et al
Her, the City, et al är Loosegoats tredje studioalbum, utgivet 1 maj 2001.
Från skivan släpptes singeln Yucca Mountain. Skivan efterföljdes också av EP-skivan Form and the Feeling, som inkluderade en låt från Her, the City, et al.
Två av låtarna på skivan har senare använts i filmer. I filmen Leva livet (2001) fanns låten "Days of Black (Nights Are Lights)" med och i Lejontämjaren (2003) inkluderades "Search".

## Låtlista
Alla låtar är skrivna av Christian Kjellvander.
1. "Traveller" - 4:40
2. "Days of Black (Nights Are Lights)" - 2:48
3. "Search" - 3:22
4. "Her, the City" - 5:12
5. "Nez Perce" - 4:23
6. "Form and the Feeling" - 4:51
7. "Yucca Mountain" - 4:29
8. "Straight Arrow" - 3:40
9. "Marrow" - 5:58
10. "1912" - 3:46
11. "Family" - 6:46

## Personal
- Batti - inspelning
- Dan Englund - dragspel
- Johan Hansson - trummor
- Dennis Henriksson - design
- Erik Hjärpe - piano (spår 4, 10-11)
- Henrik Jonsson - mastering
- Christian Kjellvander - sång, gitarr
- Petter Lindgård - trumpet, flygelhorn
- Loosegoats - producent, sång, gitarr, bas, trummor, banjo, mandolin, vibrafon, lap steel, baspedaler, ståbas, congas, munspel, slagverk, harmofon
- Marco Manieri - mixning
- Magnus Melliander - gitarr
- Anders Tingsek - bas
- Henrik Walse - konvolut

## Mottagande
Nöjesguiden gav betyget 5/6.

## Listplaceringar
| Lista (2001) | Topplacering |
| ------------ | ------------ |
| Sverige      | 37           |

### Fotnoter
1. ↑  ”Her, the City, et al”. Kritiker.se. https://kritiker.se/skivor/loosegoats/her-the-city-et-al/. Läst 18 augusti 2011.
2. ↑  ”Yucca Mountain”. Discogs.com. http://www.discogs.com/Loosegoats-Adversity/release/3329495. Läst 21 maj 2012.
3. ↑  ”Form and the Feeling”. Discogs.com. http://www.discogs.com/Loosegoats-Specially-Priced-Single-Containing-7-Tracis/release/3262881. Läst 21 maj 2012.
4. ↑  ”Christian Kjellvander”. Svensk Filmdatabas. http://www.sfi.se/sv/svensk-filmdatabas/Item/?type=PERSON&itemid=307726. Läst 21 maj 2012.
5. ↑  ”Her, the City, et al”. Discogs.com. http://www.discogs.com/Loosegoats-HerCity-Et-Al/release/1613356. Läst 4 mars 2012.
6. ↑  Forshage, Patrik (7 maj 2001). ”Loosegoats”. Nöjesguiden. http://nojesguiden.se/recensioner/musik/loosegoats. Läst 18 augusti 2011.
7. ↑  Placeringar på den svenska albumlistan